# 마틴 리덜랜드
마틴 리덜랜드(Martin Litherland, 1945년 ~ )는 영국 잉글랜드의 지질학자 겸 대학 교수이다.

## 이력
영국 잉글랜드 지방 머지사이드 주 리버풀 대학교 출신인 그는 리버풀 대학교 교수와 서리 대학교 교수를 거쳐 런던 대학교 교수를 지내며 지질과학교육 저술가 활동을 하였다.